# Генцлова
Генцлова́ (словац. Henclová) — село в окрузі Ґаланта Трнавського краю Словаччини. Площа села 14,32 км². Станом на 31 грудня 2015 року в селі проживало 109 жителів.

## Географія
Протікають Тиха Вода і Генцлова.

## Історія
Перші згадки про село датуються 1548 роком.

## Населення
| Рік:            | 1994. | 2004.    | 2014.    | 2024. |
| --------------- | ----- | -------- | -------- | ----- |
| Кількість осіб: | 148   | 118      | 101      | 101   |
| Різниця:        |       | -20,27 % | -14,40 % | +0 %  |

| Рік:            | 2023. | 2024. |
| --------------- | ----- | ----- |
| Кількість осіб: | 100   | 101   |
| Різниця:        |       | +1 %  |